# Kofi Annan

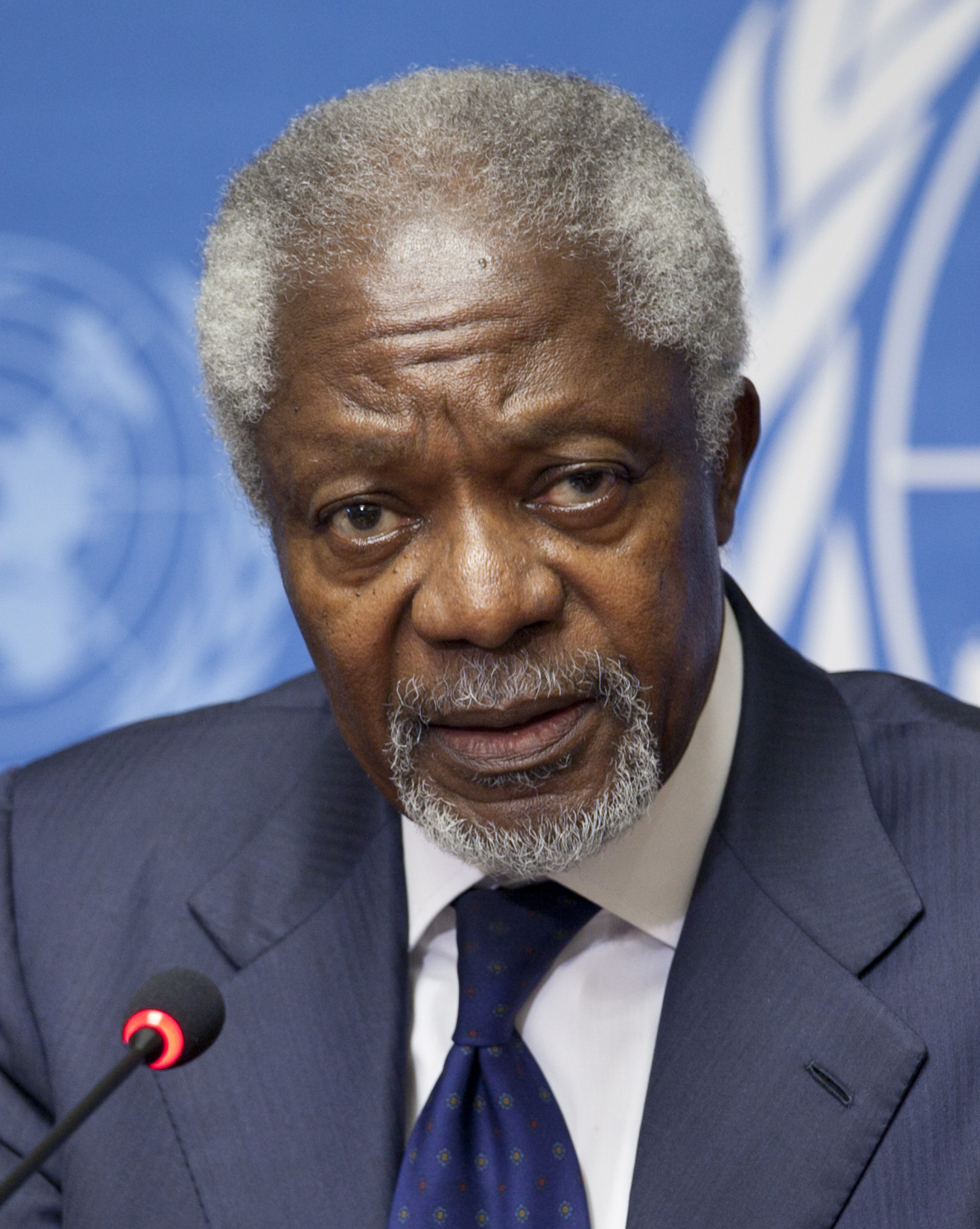
Kofi Annan (2012)

Kofi Atta Annan (* 8. April 1938 in Kumasi, Goldküste; † 18. August 2018 in Bern, Schweiz) war ein ghanaischer Diplomat und von 1997 bis 2006 der siebte Generalsekretär der Vereinten Nationen. 2001 erhielt er gemeinsam mit den Vereinten Nationen den Friedensnobelpreis für seinen „Einsatz für eine besser organisierte und friedlichere Welt“.

## Leben

### Familie
Kofi Annan wurde am 8. April 1938 als Sohn von Henry Reginald Annan und Rose Eshun in der ghanaischen Stadt Kumasi geboren und einen Tag später getauft. Ghana war zu dieser Zeit noch eine britische Kolonie und unter dem Namen Goldküste bekannt. Kofi Annans Familie gehörte zur Elite des Landes und stammte aus der mehr zur Küste hin beheimateten Ethnie der Fante. Seine beiden Großväter und ein Onkel waren sogenannte Chiefs. Sein Vater arbeitete lange Zeit als Exportmanager für die Firma Lever Brothers. Mit seiner 1991 verstorbenen Zwillingsschwester Efua Atta teilte er den Zweitnamen Atta, was in der Akan-Sprache ‚Zwilling‘ bedeutet. Bei den Akan gibt es die Tradition, Kinder entsprechend dem Wochentag ihrer Geburt zu benennen.  Kofi ist der Akan-Vorname, der dem Freitag zugeordnet ist, dem Wochentag, an dem Annan geboren wurde. 1965 heiratete er Titilola Alakija. Aus dieser Ehe stammen zwei Kinder; Sohn Kojo und Tochter Ama. Die Ehegatten trennten sich in den 1970er Jahren und ließen sich 1983 scheiden. In zweiter Ehe war Annan ab 1984 mit der schwedischen Anwältin und Künstlerin Nane Maria Annan verheiratet, Tochter des schwedischen Juristen Gunnar Lagergren und Nichte des schwedischen Diplomaten Raoul Wallenberg.
Sein Neffe zweiten Grades ist Anthony Annan, ein bekannter ghanaischer Fußballnationalspieler.

### Ausbildung
Von 1954 bis 1957 besuchte Annan die Mfantsipim School, ein methodistisches Internat in Cape Coast, Ghana. 1958 begann er ein Studium der Wirtschaftswissenschaften am Kumasi College of Science and Technology. Mit Hilfe eines Stipendiums der Ford-Stiftung setzte er seine Studien in den USA am Macalester College in Saint Paul (Minnesota) fort und erlangte dort 1961 einen Bachelor-Abschluss. Anschließend studierte Annan für ein Jahr am Genfer Hochschulinstitut für internationale Studien der Universität Genf. 1972 erlangte er außerdem noch einen Master of Business Administration von der Sloan School of Management des Massachusetts Institute of Technology.

### Frühe Karriere
1962 trat Kofi Annan in die Weltgesundheitsorganisation der Vereinten Nationen ein. Von 1974 bis 1976 arbeitete er als Tourismusdirektor in Ghana. Darauf kehrte er wieder zu den Vereinten Nationen zurück und arbeitete als Beigeordneter Generalsekretär in drei aufeinander folgenden Positionen: Sicherheitskoordinator Personalmanagement von 1987 bis 1990, Program Planning, Budget and Finance, and Controller von 1990 bis 1992 – unter anderem verhandelte Annan auch über die Freilassung westlicher Geiseln im Irak während des Zweiten Golfkriegs – und Friedenssicherungseinsätze von März 1993 bis Februar 1994.
1994 war Annan für den Einsatz der UN-Blauhelm-Soldaten unter General Roméo Dallaire zuständig, die dem Völkermord in Ruanda mangels Unterstützung durch die Weltgemeinschaft weitgehend hilflos gegenüberstanden. Die internationale Gemeinschaft habe hier – so Annan – versagt. In seinen Memoiren schrieb Annan später: „Es war eine der erschütterndsten Erfahrungen meines gesamten Berufslebens, die mich tief prägte.“ Dallaire selbst warf Annan jedoch eine Mitschuld am Völkermord vor: Ein Artikel vom 3. Mai 1998 in The New Yorker legt nahe, dass Annan die wiederholten Hilfsersuche und Berichte aus Ruanda über den bevorstehenden Völkermord zurückgehalten und nicht an den UN-Sicherheitsrat weitergeleitet habe.
Annan wurde dann Undersecretary-General bis Oktober 1995, als er zum Sonderbeauftragten des Generalsekretärs für das ehemalige Jugoslawien ernannt wurde. Nach fünf Monaten in dieser Aufgabe kehrte Annan im April 1996 wieder zu seinem Posten als Undersecretary-General zurück.

### Generalsekretär der Vereinten Nationen
Am 13. Dezember 1996 wurde Annan auf Druck der USA von der Generalversammlung der Vereinten Nationen zum UN-Generalsekretär gewählt, womit er Nachfolger von Boutros Boutros-Ghali aus Ägypten wurde.
Er trat sein Amt am 1. Januar 1997 als erster Generalsekretär, der direkt aus den Reihen der UN-Mitarbeiter gewählt wurde, und als erster UN-Generalsekretär aus Sub-Sahara-Afrika an. Am 29. Juni 2001 wurde er von der UN-Generalversammlung für eine zweite fünfjährige Amtsperiode bestätigt, die am 31. Dezember 2006 endete. Die Wiederwahl Annans wird als erstaunlich betrachtet, da hierdurch eine dritte afrikanische Amtszeit in Folge entstand. Eigentlich hätte dem Ritus zufolge ein Asiate den Posten übernehmen müssen, aber die asiatischen Länder widersprachen seiner Wiederwahl nicht. Als Grund dafür wird seine Beliebtheit angenommen.
Seine Nachfolge trat der bisherige südkoreanische Außenminister Ban Ki-moon am 1. Januar 2007 an.
Annan war während der ersten drei Amtsjahre gezwungen, den UN-Haushalt und den weltweiten Personalbestand der UNO um mehr als zehn Prozent zu kürzen.
Während seiner Amtszeit als Generalsekretär gab es mehrere Beratungen im Sicherheitsrat zur Lage der Situation im Irak, als wichtiger Punkt wurde über den Stand der Erlangung von Massenvernichtungswaffen durch den Irak debattiert. Kofi Annan sagte 2004, dass seiner Meinung nach die Invasion des Iraks illegal gewesen sei. Zu den im Rahmen des Öl-für-Lebensmittel-Programms (englisch Oil-for-Food Programme, OFFP) erhobenen Korruptionsvorwürfen setzte Kofi Annan 2004 eine unabhängige Untersuchungskommission ein.
Im September 2003 setzte Annan ein 16-köpfiges Gremium zur Erarbeitung von Vorschlägen für eine Reform der Vereinten Nationen ein, die so genannte „Hochrangige Gruppe für Bedrohungen, Herausforderungen und Wandel“. Darauf aufbauend stellte er am 21. März 2005 sein überraschend weitgehendes 63-seitiges Reform-Dokument In größerer Freiheit: Auf dem Weg zu Entwicklung, Sicherheit und Menschenrechte für alle vor.
Am 60. Jahrestag der Befreiung des Konzentrationslagers Auschwitz sprach Kofi Annan in einer Sondersitzung der UN-Generalversammlung deutliche Worte: Er erinnerte daran, dass die UNO gegründet worden sei als Antwort auf „das Böse des Nationalsozialismus“. Und er prägte – in Abwandlung eines Edmund Burke zugeschriebenen Zitates – den Satz: „Alles, was das Böse braucht, um zu triumphieren, ist das Schweigen der Mehrheit.“
Zuletzt setzte Annan sich für eine globale CO2-Steuer ein und drängte die Weltgemeinschaft zu einer Lösung der Darfur-Krise.

### Weitere Tätigkeiten

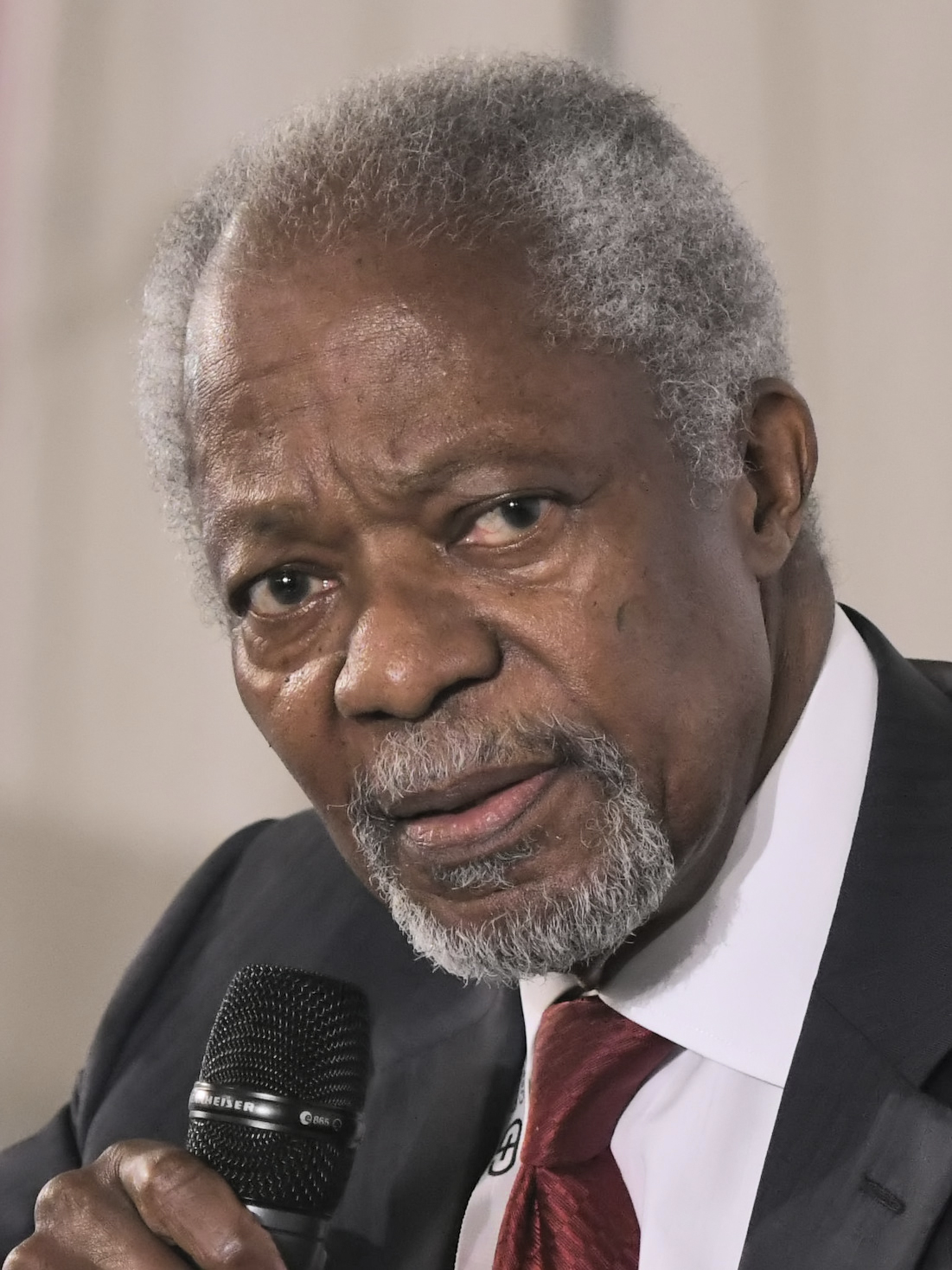
Annan 2018 auf der Münchner Sicherheitskonferenz

2007 wurde Annan Vorsitzender der Allianz für eine Grüne Revolution in Afrika (AGRA), einer im Jahr 2006 mit Geldern der Bill & Melinda Gates Foundation und der Rockefeller-Stiftung (insgesamt 150 Millionen Dollar) gestarteten Initiative. Ziel sei es, die landwirtschaftliche Produktion Afrikas in den kommenden 10 bis 20 Jahren zu verdoppeln oder zu verdreifachen, wobei in den ersten Jahren vor allem Kleinbauern unterstützt werden sollen.
Zwischen Gründung 2007 und Auflösung 2017 leitete Annan das Africa Progress Panel, das zur Überwachung der Zusagen der G8-Staaten bezüglich der Entwicklung des afrikanischen Kontinents in Folge des G8-Gipfels in Gleneagles 2005 von Tony Blair initiiert worden war.
Kofi Annan war von der Gründung 2007 bis 2018 Mitglied des Zusammenschlusses von herausragenden ehemaligen Staatsmännern und -frauen, Friedensaktivisten, Menschenrechtlern sowie prominenten Intellektuellen The Elders, der 2007 von Nelson Mandela auf Initiative von Peter Gabriel und Richard Branson gegründet wurde. Ziel der Gruppe ist es, die Erfahrung, die Beziehungen und den öffentlichen Einfluss der Mitglieder zur Lösung globaler Probleme einzusetzen. Von 2013 bis 2018 war Annan Vorsitzender der Elders.
Annan war Präsident des Global Humanitarian Forum mit Sitz in Genf.
Im März 2012 begann er seine neue Tätigkeit als Sondergesandter der Vereinten Nationen und der Arabischen Liga für Syrien. Wegen eines Mangels an Unterstützung verzichtete Annan auf eine Verlängerung seines sechsmonatigen Mandates. Sein Nachfolger wurde Anfang September 2012 der algerische Diplomat Lakhdar Brahimi.
Kofi Annan war außerdem der Verfasser mehrerer Veröffentlichungen, insbesondere zu weltpolitischen Fragen und zur UNO; seine Autobiografie erschien auf Deutsch 2013 unter dem Titel Ein Leben in Krieg und Frieden. 2001 erschien das Buch  "Brücken in die Zukunft - Ein Manifest für den Dialog der Kulturen - Eine Initiative von Kofi Annan".

### Tod
Annan hatte bis zu seinem Tod seinen Wohnsitz in Genf. Nach kurzer Krankheit starb er am 18. August 2018 im Kreis seiner Familie in einem Spital in Bern.

## Auszeichnungen

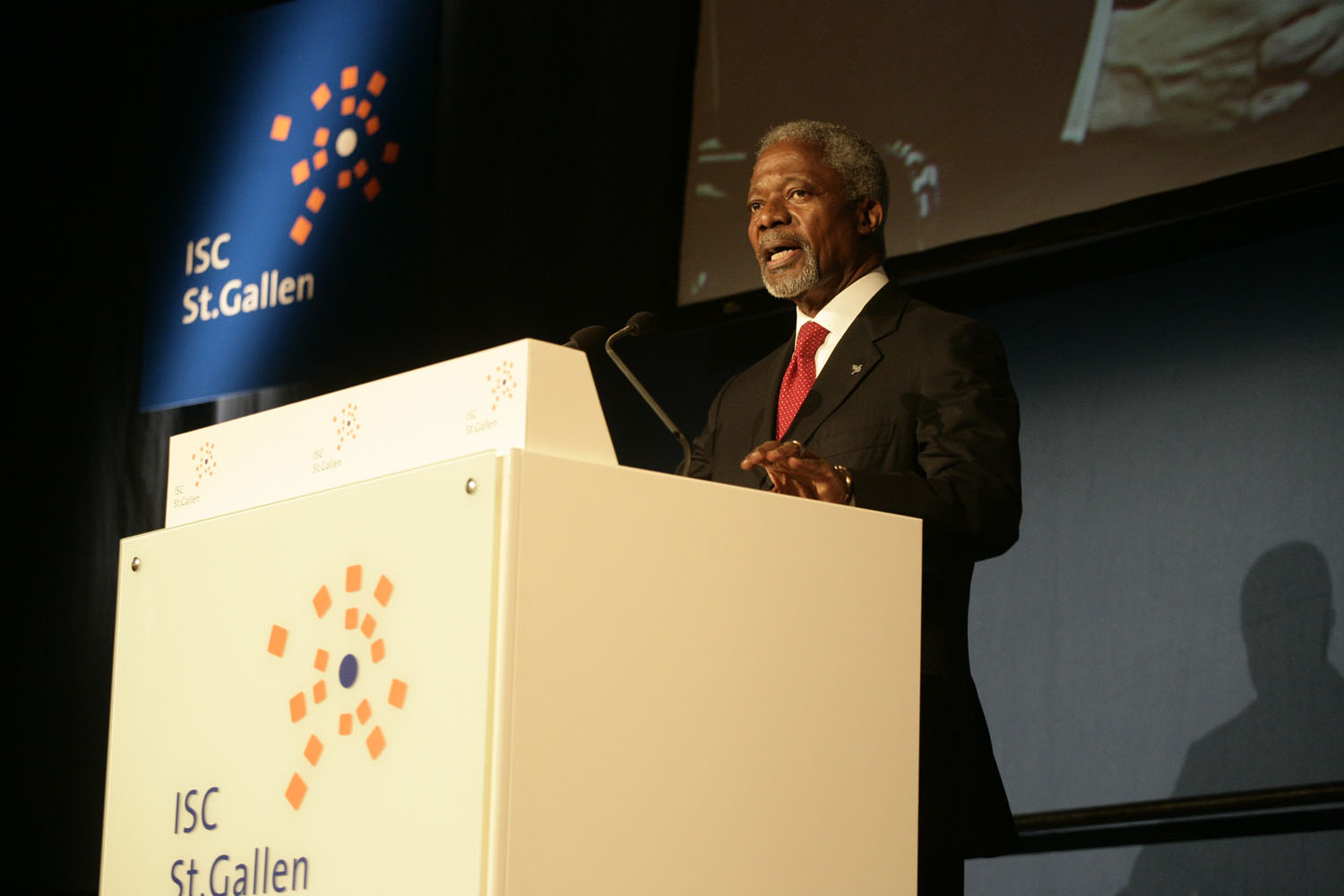
Annan an der vom ISC organisierten Verleihung des Freiheitspreises der Max Schmidheiny-Stiftung (2006)

- 1998: Ehrendoktorwürde der Kwame Nkrumah University of Science and Technology (Kumasi), Ehrendoktor der Wissenschaft (24. August)
- 1999: Doktorwürde der National University of Ireland, Doktor in Jura (22. Januar)
- 1999: Ehrendoktorwürde der Howard University, Honorary Doctorate of Humane Letters (8. Mai)
- 1999: Ehrendoktorwürde der Technischen Universität Dresden (26. April)
- 1999: Ehrendoktorwürde der United States Sports Academy in Daphne[26]
- 1999: Ehrendoktorwürde der Universität Lund, Ehrendoktor in Jura
- 1999: Ehrenmitgliedschaft der Amerikanischen Gesellschaft für internationales Recht
- 1999: Ehrenpräsident der United Nations Mandated University for Peace
- 2000: Kora All African Music Awards in der Kategorie „Lifetime Achievement“[27]
- 2000: Doktorwürde der University of Notre Dame, Doctor of Letters (21. Mai)
- 2000: Path-to-Peace-Preis
- 2001: Friedensnobelpreis, zu gleichen Teilen mit den Vereinten Nationen (10. Dezember)
- 2001: Großkreuz mit Collane des Sterns von Rumänien
- 2001: Doktorwürde der Brown University, Doktor in Jura (28. Mai)
- 2001: Ehrendoktorwürde der Freien Universität Berlin, Fachbereich Politik- und Sozialwissenschaften (13. Juli)
- 2001: Ehrendoktorwürde der Seton Hall University, John C. Whitehead School of Diplomacy and International Relations, Ehrendoktorat (Februar)
- 2001: Liberty Medal vergeben von der Liberty Medal International Selection Commission (4. Juli)
- 2002: Orden des Fürsten Jaroslaw des Weisen (I. Klasse)
- 2002: Doktorwürde der Northwestern University, Doktor in Jura (21. Juni)
- 2002: Ehrendoktorwürde der Universität Tilburg
- 2002: Gewinner des „Profiles in Courage Award“, vergeben vom JFK Memorial Museum
- 2003: Deutscher Medienpreis in Baden-Baden
- 2003: Sacharow-Preis des Europäischen Parlaments für die Verteidigung der Menschenrechte
- 2003: Ehrendoktorwürde der Universität Gent (Belgien), Ehrendoktorat (21. März)
- 2003: Ehrendoktorwürde der University of Pittsburgh, Ehrendoktor für „Öffentliche und Internationale Angelegenheiten“ (Public and International Affairs) (21. Oktober)
- 2004: Four Freedoms Award, Freedom Medal
- 2004: Ehrendoktorwürde der Carleton University, Legum Doctor (9. März)
- 2004: Ehrendoktorwürde der Universität Ottawa, Doctor of the University Degree (9. März)
- 2005: Doktorwürde der University of Pennsylvania, Doktor in Jura (16. Mai)
- 2005: Ehrendoktorwürde der Neuen Universität Lissabon (12. Oktober)
- 2005: Friedensplakette der Münchner Sicherheitskonferenz
- 2005: Großkreuz mit Collane des Ordens der Freiheit (Portugal) (11. Oktober)
- 2006: International World Order of Culture, Science and Education, Auszeichnung der Europäischen Akademie für Informatization, Belgien
- 2006: Max-Schmidheiny-Freiheitspreis der Universität St. Gallen (18. November)
- 2006: Olof-Palme-Preis
- 2006: Orden vom Niederländischen Löwen, Ritter-Großkreuz
- 2006: Crystal Tiger Award vergeben von der Princeton University (28. November)
- 2006: Doktorwürde der George Washington University, Doctor of Public Services (5. Mai)
- 2006: Doktorwürde der Georgetown University, Doctor of Humane Letters (30. Oktober)
- 2006: Ehrendoktorwürde der University of Tokyo, Ehrendoktorat (18. Mai)
- 2006: Internationale Auszeichnung für herausragende Leistung in den Bereichen Frieden, Sicherheit und Entwicklung (19. Dezember)
- 2007: Großes Goldenes Ehrenzeichen am Bande für Verdienste um die Republik Österreich[28]
- 2007: Order of the Star of Ghana
- 2007: „Menschen in Europa Award“ der Verlagsgruppe Passau
- 2007: Ehrendoktorwürde Universität Uppsala
- 2007: Hölzerne Armbrust, Spezialauszeichnung des Schweizerischen Weltwirtschaftsforums 2007[29]
- 2007: Knight Grand Cross des Order of St. Michael and St. George
- 2007: MacArthur-Preis für Internationale Gerechtigkeit vergeben von der MacArthur Foundation
- 2007: Von Königin Elisabeth II. ehrenhalber zum Ritter geschlagen
- 2008: Gottlieb-Duttweiler-Preis
- 2008: Großkreuz des Verdienstordens der Bundesrepublik Deutschland[30]
- 2008: Internationaler Preis des Westfälischen Friedens – Münster (Westfalen)
- 2008: Open Society Award – CEU Business School – Budapest
- 2008: Ehrendoktorwürde des King’s College London, Doktor in Jura (28. Mai)
- 2010: Großkreuz des Ordens de Isabel la Católica
- 2012: Konfuzius-Friedenspreis, gemeinsam mit Yuan Longping
- 2013: Reinhard-Mohn-Preis[31]
- 2019 (posthum): Grand Collar des Ordem de Timor-Leste[32]